# Distretto di Jabal Sam'an
Il distretto di Jabal Sam'an (in arabo منطقة جبل سمعان‎?), o distretto del Monte Simeone, è un distretto Siriano la cui superficie circonda, a nord e a sud, la città di Aleppo, che funge da centro amministrativo e del cui Muhafazah (governatorato/provincia) il distretto fa parte.
Al censimento del 2004 aveva una popolazione di 2.490.751. Il sottodistretto di Atāreb, ora diventato distretto, era parte del distretto di Jabal Sam'an fino al dicembre 2008.

## Sub-Distretti
Il distretto è diviso in 7 sottodistretti (chiamati Nāḥiya):
- Nāḥiya di Markaz Jabal Sam'an (ناحية مركز جبل سمعان) (Aleppo e dintorni) con 2.181.061 abitanti[3].
- Nāḥiya di Huraytan (ناحية حريتان) con 67.745 abitanti.
- Nāḥiya di Al-Zurbah (ناحية الزربة) con 55.391 abitanti.
- Nāḥiya di Darat Izza (ناحية دارة عزة) con 39.540 abitanti.
- Nāḥiya di Al-Hader (ناحية الحاضر) con 20.834 abitanti.
- Nāḥiya di Tell al-Daman (ناحية تل الضمان) con 47.501 abitanti.
- Nāḥiya di Zammar (ناحية زمّار) (parte della Nāḥiya di Al-Zurbah fino al 2009).